# Zulfikar
Zulfikar (również Dhu'l-Fakar, Zu'l-fikar, arab. ذو الفقار) – mityczny miecz lub szabla (w zależności od przedstawienia) należący do proroka Mahometa a następnie do jego przybranego syna (a zarazem męża jego córki Fatimy) Alego ibn Abi Taliba (stąd też jego inna nazwa – miecz Alego). Jeden z najstarszych symboli islamu.
Zgodnie z przekazami Zulfikar został zdobyty przez Mahometa w bitwie pod Badr w 624 roku. Następnie tuż przed jego śmiercią przekazany Alemu. Husajn ibn Ali wnuk Mahometa, syn Alego miał użyć Zulfikaru przeciw umajjadzkiemu kalifowi Jazidowi I w bitwie pod Karbalą.
Zulfikar wyobrażany był jako miecz lub szabla o rozdwojonej głowni, na wzór litery V, z jelcem ozdobionym głowami węży. Jako jeden z najświętszych symboli arabskiej kultury był częstym motywem dekoracyjnym, w szczególności chorągwi i proporców wojennych.
Wśród szyitów, uważających Alego za pierwszego prawowitego następcę Mahometa, istnieje powiedzenie "Nie ma [większego] bohatera nad Alego, nie ma miecza nad Zulfikara" (arab. لا فتى إلا على لا سيف إلا ذو الفقار, La fatâ ’illa ‘Ali, la saîf ’illa Dhû-l-fiqâr). Hasło to często w przeszłości umieszczane było na nowo wykutych mieczach.
Zulfikar (też w innych wariantach fonetycznych i ortograficznych) jest również często nadawanym w krajach arabskojęzycznych imieniem, nosił je na przykład Zulfikar Ali Bhutto, w latach 1971–1973 prezydent, a w 1973–1977 – premier Pakistanu.